# Саевич, Тимофей Александрович
 Тимофей Александрович Сае́вич  (23 февраля 1919 — 26 ноября 2003) — советский военнослужащий, участник Великой Отечественной войны, Герой Советского Союза, командир звена 11-го отдельного Витебского разведывательного авиационного полка 3-й воздушной армии 1-го Прибалтийского фронта, капитан. Белорус. Член ВКП(б)/КПСС с 1943 года. 

## Биография
Родился в посёлке Сухополь в крестьянской семье. 
Окончил 9 классов школы и в 1936 году был призван в Красную Армию, направлен в Энгельсскую военную авиационную школу пилотов. В 1938 году отца Тимофея арестовали как «врага народа». Сын не стал отказываться от своего отца и в 1938 году был отчислен из училища. Вернулся домой и в 1938—1940 годах работал в Уфе инструктором физкультуры в Уфимском Доме пионеров, затем — в саду имени Луначарского (ныне имени С. Т. Аксакова). Веря в невиновность отца, Тимофей Александрович написал письмо К. Е. Ворошилову с просьбой разобраться в его деле. Получил положительный ответ и в 1940 году вернулся в училище, где его и застала война.
В 1942 году он окончил Энгельсскую военную авиационную школу пилотов. С марта 1943 года воевал в составе 11-го отдельного разведывательного авиационного полка, летал на самолёте-фоторазведчике Пе-2. Владел отличной техникой пилотирования на самолёте Пе-2, три раза приводил свой самолёт с территории противника на одном работающем двигателе.
9 сентября 1943 года экипаж Пе-2 младшего лейтенанта Саевича выполнял разведывательный полёт по маршруту Рибшево — Духовщина — Ярцево с задачей разведать оборону противника перед Калининским и Западным фронтом. В воздушном бою с истребителями самолёт был подожжён, стрелок убит, экипаж спасся на парашютах. Штурман И. Е. Русанов через четыре дня вернулся в полк. А лётчик Саевич, обожжённый и без сознания (парашют обгорел и приземление было жёстким) попал в плен.
В Смоленском лагере отклонил предложение служить в авиации Русской освободительной армии генерала Власова. Незадолго до освобождения города сумел бежать, скрывался в теплотрассе до вступления войск Западного фронта в Смоленск. После проверок вернулся в полк.
Продолжал летать со штурманом Русановым. Командир звена 11-го отдельного разведывательного авиационного полка (3-я воздушная армия, 1-й Прибалтийский фронт) капитан Саевич к сентябрю 1944 года совершил 157 боевых вылетов на разведку и бомбардировку скоплений войск противника.
После войны продолжал службу в Вооружённых Силах СССР. В 1949 году Саевич окончил Курсы усовершенствования офицерского состава. 
В 1957—1960 годах — командир 108-го отдельного разведывательного авиационного полка 22-й воздушной армии.
С 1964 года полковник Саевич Т. А. — в запасе, а затем в отставке.
Жил в Ленинграде. Работал в Ленинградском аэропорту, где был награждён нагрудным знаком «Отличник Аэрофлота».
Умер 23 ноября 2003 года. Похоронен в Санкт-Петербурге, на Волковском православном кладбище.

## Подвиг

Могила Саевича на Волковском православном кладбище.

«За время нахождения в полку он произвёл 157 боевых вылетов на разведку и фотографирование войск и техники противника. 36 раз его самолёт при выполнении боевых заданий обстреливался интенсивным огнём зенитной артиллерии, 15 раз его преследовали истребители противника, провёл при этом 7 оборонительных, воздушных боёв. Но в результате слаженной работы экипажа и умелых манёвров, применяемых лётчиком, экипаж всегда уходил от истребителей и успешно выполнял боевые задачи по разведке.
Попутно с разведкой он 39 раз бомбардировал места сосредоточения войск и техники противника и неоднократно штурмовал с бреющего полёта его живую силу и технику.
За время боевой работы в полку им разведано визуально и подтверждено фотографированием 160 крупных населённых пунктов — мест скопления войск и техники противника, 80 ж/д узлов и станций, 45 аэродромов и посадочных площадок, прикрываемых зенитной артиллерией и истребителями противника».
К маю 1945 года на счету лётчика было 186 боевых вылетов.
Указом Президиума Верховного Совета СССР от 23 февраля 1945 года за образцовое выполнение боевых заданий командования и проявленные при этом геройство и мужество капитану Саевичу Тимофею Александровичу присвоено звание Героя Советского Союза с вручением ордена Ленина и медали «Золотая Звезда» (№ 4181).

## Награды
Награждён орденом Ленина, 2 орденами Красного Знамени, 2 орденами Отечественной войны 1-й степени, орден Красной Звезды, медали.